# Tujszerkán megye

Hamadn tartomány megyéinek elhelyezkedése

Tujszerkán megye (perzsául: شهرستان تویسرکان) Irán Hamadán tartománynak egyik délnyugati megyéje az ország nyugati részén. Északnyugaton Aszadábád megye, északon Bahár megye, északkeleten, keleten Hamadán megye, délkeleten Malájer megye, délnyugatról Nahávand megye, nyugatról Kermánsáh tartomány határolják. Székhelye a 42 000 fős Tujszerkán városa. Második legnagyobb városa a 4500 fős Szerkán. További városa még: Faraszfaj. A megye lakossága 109 262 fő. A megye két további kerületre oszlik: Központi kerület és Kolkol-rud kerület.

## Fordítás
- Ez a szócikk részben vagy egészben  a   Tuyserkan County című angol Wikipédia-szócikk ezen változatának fordításán alapul.  Az eredeti cikk szerkesztőit annak laptörténete sorolja fel. Ez a jelzés csupán a megfogalmazás eredetét és a szerzői jogokat jelzi, nem szolgál a cikkben szereplő információk forrásmegjelöléseként.